# Лаврентийские горы
Лавренти́йские го́ры, также Лавренти́йский масси́в или Лавренти́ды — горный массив на юге провинции Квебек в Канаде, протянувшийся с запада на восток вдоль северного побережья рек Оттава и Святого Лаврентия. Входят в состав Лаврентийской возвышенности.
Самой высокой вершиной (1166 метров) является гора Рауль-Бланшар к северо-востоку от г. Квебек в природном заповеднике Лаврентиды. В этом массиве расположены истоки рек Гатино, Л'Ассонсьон, Льевр, водопада Монморанси, Дю-Нор и Сен-Морис, вытекающих из горных озёр.
Горный массив Адирондак, расположенный по другую сторону р. Св. Лаврентия в американском штате Нью-Йорк, фактически является продолжением Лаврентийского массива (его иногда включают в состав Аппалачей, хотя он имеет совершенно другое геологическое происхождение).
Хотя один из административных регионов провинции Квебек носит название Лаврентиды, Лаврентийский массив проходит и через другие административные регионы: Капиталь-Насьональ, Утауэ, Ланодьер и Мориси. Предгорья Лаврентийского массива простираются до Северо-Восточного Онтарио, в частности, до города Боншер.
Лаврентийский массив — один из старейших горных массивов в мире. Он содержит скальные отложения докембрийской эпохи, образовавшиеся ранее 540 млн. лет назад. Лаврентиды принадлежат к середине гренвильской складчатости, датируемой около 1,1—1,0 млрд. лет назад.